# 凡人譜
flumpool（中文：凡人譜），是日本4人組流行搖滾樂團。2007年1月13日於日本大阪府組成。2008年10月1日，發表手機下載限定單曲「幻化成花」， 從而正式出道。
2017年12月6日起因主唱山村隆太罹患「歌唱時機能性發聲障礙」而暫停活動，2019年1月13日宣佈復出。
從2021年7月1日起正式成立屬於自己的新公司，在新公司的體制下繼續進行音樂活動。

## 概要
2007年1月13日结成於日本大阪府。樂隊名flumpool，樂隊成員均为大阪府出身。
團名由來：
f取自英文「four」的F(團員有四人)；
lump有「一團」的意思；
pool則有「集思廣益」之意。
2008年10月1日，手機下載限定單曲“花になれ（幻化成花）”發表，從而正式出道。
2010年巡迴演唱結束後, 主唱的山村隆太動了聲帶結節的手術。
2013年3月，於臺灣發行“experience”台版專輯，並使用臺灣樂團五月天取之中文團名「凡人譜」正式發片。
2017年12月3日的橫濱場演唱會演出後，山村隆太因診斷出「歌唱時機能性發聲障礙」必須專心治療，而於12月6日開始休團，暫停樂團活動。
2019年1月，於樂團成軍紀念日的1月13日，在大阪・天王寺公園舉辦演唱會，宣布重新開始活動的消息。
2021年7月1日，成立屬於自己的新公司，將會在新公司的體制下繼續進行音樂活動。
2021年10月1日，開設YouTube頻道「ふらよん！」，會是像回到學生時期媽媽常說「阪井跟尼川跟小倉來玩囉〜」的那種感覺，以4人玩樂場所的感覺來拍攝影片。

## 時間軸
注：简历仅包括主要的、可经查证的历程，不含小道消息，不含普通活动／Live／节目出演。

小道消息请见“軼闻”，普通活动／Live／节目出演请见“Live/Event／电视节目／广播节目出演”。

- 2002年
  - 幼稚園时期就彼此认识的山村隆太(以下简称隆太)、阪井一生(以下简称一生)、尼川元气(以下简称元气)3人，前身是以acoustic的形式组合而成，最初取名为309。
- 2004年
  - 8月21日，三人樂團改名为cube。
- 2006年
  - 与同为关西地区活动的樂團／团体AKIYASUMI，COGUI，SOYOKAZE共同组成“めちゃメモ.9”。
  - 3月24日、联合发行专辑“めちゃメモリーやん！”(2008年3月23日再版)。[5]
- 2007年
  - 1月13日、经人介绍鼓手小仓诚司(以下简称诚司)加入、更名为现在的flumpool、開始了樂團生涯。之后活躍於大阪街道和大阪府内的live house。
  - 7月24日、自主制作的single「ミライカナイ」发行。包括labo，未来，lost等三首日后被收入“Unreal”的歌曲。
- 2008年
  - 6月25日、在indiesmusic.com网站开始用通信贩卖形式发行single「ミライカナイ」。
  - 7月、制作发表了「labo」的PV。并成为该网站PV点击率第1。
  - 8月27日、TOWER RECORD和TSUTAYA开始首张「labo」的5,000枚完全限定生产、并独立发行了该曲。
  - 9月1日、樂團被au KDDI『LISMO』起用。
  - 9月5日、参加富士电视台的『电视惊闻』特集制作、首次在电视媒体亮相。
  - 9月20日、KDDI开始起用歌曲「花になれ」。这还是自2006年开始首次任用未出道的新人。
  - 10月1日、配信限定single「花になれ」发表。是AMUSE事物所与KDDI合并成立的A-Sketch唱片公司第一組出道藝人。当天开始至11月30日与TSUTAYA的特别版CD「花になれ TSUTAYA CD」開放免费下载。
  - 10月11日、「Over the rain~ひかりの桥~」成為三浦春马主演的电视剧BLOODY MONDAY(血色星期一)的主题曲。
  - 10月17日、首次参加「MUSIC STATION」节目制作、演出歌曲「花になれ」、反响热烈。
  - 11月5日、发表第2首配信限定single「Over the rain~ひかりの桥~」。
  - 11月19日、首张MINI ALBUM作品『Unreal』发售。同时在官方网站上特设PAGE『怖乱风流 | The Red Draclu Scartissue』。
- 2009年
  - 1月2日、开始每週五(金)J-WAVE TOKYO REAL-EYES-flumpoolのSPEAK OUT!次週一(月)配信。首次成為广播固定演出嘉宾。
  - 2月19日至03月7日期间、首次巡迴演唱会，於全國6个城市舉行，共七7场演唱會。
  - 2月25日、发行1st single「星に愿いを」、由主唱山村隆太和吉他手阪井一生共同创作的歌曲。
  - 3月10日、[WOWOW]Japan Golden Disc Award 2009-the best 10 new artist受赏 [6]
  - 3月14日、SPACE SHOWER 20周年LIVE@武道馆。首次登上武道馆開唱。
  - 3月31日、(火)MYNAVI就活应援委员会-就活应援活动代言[7]
  - 4月12日、上海外视ICS-[音乐物语]登场。首次於中国电视節目亮相。
  - 4月29日、ORICON Recollect selection J-POP SUPER BEST 8发行，“花になれ”入选。
  - 5月2日、(土)GOLDEN CODE '09イベント大阪出演，首次擔任压轴嘉賓。
  - 7月1日、(水)★Double A-side Single MW ～Dear Mr. & Ms. ピカレスク～／夏Dive／予定发售中
  - 7月1日、(水)★LIVE DVD「How did we feel then?」～flumpool Tour 2009 "Unreal" Live at Shibuya Club Quattro～予定发售中
  - 7月8日—9月5日、2nd tour 2009『UNCLOSE』全国18個城市，共19場演唱會。
- 2010年
  - 2月3日發行單曲『残像』.
  - 2月24日發行2nd Live DVD『flumpool tour 2009「Unclose」Special!! LIVE at 日本武道館』。
  - 3月5日起，展開最大規模的全國巡迴演唱會『flumpool　tour 2010 「What’s flumpool !? ～Love & Piiiiss Kids Show!!～」』40個城市，共46場演出。
  - 4月巡迴演唱結束後, 主唱的山村隆太動了聲帶結節的手術。
  - 6月23日單曲發行『reboot ～不放棄的歌～ / 流星』。
  - 9月29日發行了電影「只想告訴你」的同名單曲『只想告訴你』。
  - 12月31日連續2年受邀參加NHK紅白歌唱大賽。
- 2011年
  - 1月26日發行了第2張專輯『Fantasia of Life Stripe』
  - 4月6日發行『3rd Live DVD『flumpool Live at YOKOHAMA ARENA!! Special Live 2010 Snowy Nights Serenade ～想與你們心連心～』
  - 4月9日展開第4次的全國巡迴演唱會『4th tour 2011「Fantasia of Life Stripe ～我在這裡～」』
  - 7月27日發行單曲『無論未來如何都有愛 / Touch』
  - 9月7日發行了單曲『証』,為第78屆NHK全國學校音樂比賽寫下了國中部比賽指定曲, 並為NHK節目的主題曲。
  - 12月7日發行了新單曲『Present』
  - 12月10日・11日在埼玉SUPER ARENA舉辦『Special Live 2011「Present ～感謝祭！今晚唱歌吧!！盡情跳舞吧！～」』演唱會。
  - 12月31日連續第3年受邀參加NHK紅白歌唱大賽。
- 2012年
  - 3月起舉行了，史上最大規模的『5th tour 「Because... I am」』全國42個場地，共52場演出. 到9月為止的半年間,動員了約10萬人參加。
  - 7月11日，發行單曲『Because... I am』成了TBS戲劇「Resident～5個實習醫生」的主題曲而備受矚目。
  - 11月7日，發行單曲『Answer』
  - 12月12日，發行睽違2年的第三張專輯『experience』.
- 2013年
  - 1月於横浜Arena，大阪城 Hall 舉行『experience』4天演出。
  - 3月2日、在臺灣舉行發片記者會，會上正式宣布中文團名為「凡人譜」，象徵正式進軍臺灣[8]
  - 7月、發行了Double A Side Single「看不見比你更重要的事物 / 微熱Refrain」
  - 10月1日・2日，於日本武道館舉行『5th Anniversary Special 2Days Live「For our 1,826 days & your 43,824hours」』演唱會。
  - 10月2日發行了Double A Side Single「堅強虛幻 / Belief ～給等待春天的你～」
- 2014年
  - 4月19日開始、第6次的全國巡迴演唱會『flumpool 5th Anniversary tour 2014「MOMENT」』
  - 5月21日，發行第一張精選輯『The Best 2008-2014 「MONUMENT」』
  - 7月25、26日『flumpool 5th Anniversary tour 2014「MOMENT」』加開台灣場、8月2日加開新加坡場。
  - 8月於横浜Arena，大阪城Hall舉行「MOMENT」4天演出。
- 2017年
  - 3月發行了電影重啟咲良田的主題曲「Last Call」。
  - 5月20日・21日舉辦了第3次的日本武道館公演『flumpool 8th tour 2017 Beginning Special「Re:image」at NIPPON BUDOKAN』。
  - 以日本武道館公演為始，開始了29個城市31場的第8次全國巡迴演唱會『flumpool 8th tour 2017「Re:image」』。
  - 12月3日，於官方網頁宣布因主唱山村隆太罹患「歌唱時機能性發聲障礙」，需即時終止接下來的演唱會，並集中精神進行治療而暫停活動。[9]
  - 12月26日發行了於全國巡迴演唱會中，與觀眾一起孕育出的樂曲「寶貴的」。
- 2019年
  - 1月，於樂團成軍紀念日的1月13日，在大阪・天王寺公園舉辦了游擊演唱會，宣布重新開始活動的消息。
  - 2月份舉辦了歌迷俱樂部巡迴「flumpool FAN MEETING ～FM SAKAI 2019～」。
  - 5月22日，發行了重新開始活動後的首張單曲「HELP」。
  - 5月份舉辦了巡迴22個城市24場演出的全國Hall Tour『flumpool 9th tour 2019「Command Shift Z」』。
  - 8月4日參加台灣・台北的音樂祭「超犀利趴10（SUPER SLIPPA）」，SUPER STAGE。
  - 9月份也以相同巡迴的特別演出版本舉辦了首次的香港個唱，成功地完成了整體的巡迴演唱會。
  - 12月30日舉辦了『flumpool年末LIVE「FOR ROOTS」 ～Shiroten・Fields・Once more～』。
- 2020年
  - 2月發行了日本電視台系列週三連續劇「不知道就好的事」的主題曲「精彩的謊言」
  - 5月20日發行了睽違4年的全新創作專輯『Real』。
  - 8月15日於故鄉大阪以「FOR ROOTS」這個向來都是為了特別的演唱會才使用的名稱為題，舉辦了名為 flumpool「FOR ROOTS」 ～半Real～ 的一夜限定特別版線上演唱會。
  - 10月預定舉辦出道以來的第10次大型巡迴演唱會『flumpool 10th Tour「Real」』（日本31都市36公演）。
  - 同時舉辦歌迷俱樂部線上演唱會「flumpool FAN MEETING～裏Real～」。

## 成员
| 團員本名                                       | 生日           | 樂團配置     | 團員簡介 |
| ---------------------------------------------- | -------------- | ------------ | --- |
| 山村隆太 （やまむら りゅうた、YAMAMURA RYUTA） | 1985年1月21日  | 主唱、吉他手 | - 出生於大阪府松原市。 - 毕业于关西外国语大学（英语）。 - 在大阪府松原市立松原第四中学校1年级3班教学实习。中学英语教员资格持有者。 |
| 阪井一生 （さかい かずき、SAKAI KAZUKI）       | 1985年2月26日  | 吉他手、合聲 | - 出生於大阪府松原市。 - 官方部落格主要更新责任人。                                                                                |
| 尼川元氣 （あまかわ げんき、AMAKAWA GENKI）    | 1984年11月27日 | 貝斯手       | - 出生於大阪府松原市。 - 畢業於近畿大學。                                                                                          |
| 小仓诚司 （おぐら せいじ、OGURA SEIJI）        | 1984年2月27日  | 鼓、團長     | - 出生於兵庫縣西脇市。 - 专业音乐学校毕业（大阪スクールオブミュージック専門学校）。 - 目前与名为“SION”的爱猫同居中。               |

## 主要作品

### 地下乐队时期作品
- Cube时期Single
  - 1st - いつかのあの星空の下で
  - 2nd - キミイロ
  - 3rd - キヲクの渦
  - 4th - 流星/月と街灯
- Cube时期合辑
  - めちゃメモリーやん！めちゃメモ.9(2006年3月24日发售，2008年3月23日再版)

#### CD單曲
| 枚   | 發售日         | 名稱                                                                        |
| ---- | -------------- | --------------------------------------------------------------------------- |
| 1st  | 2009年2月25日  | 向星星許願                                                                  |
| 2nd  | 2009年7月1日   | MW 〜Dear Mr. & Ms. ピカレスク〜(MW 〜Dear Mr. & Ms. Picaresque〜)/夏Dive   |
| 3rd  | 2010年2月3日   | 残像                                                                        |
| 4th  | 2010年6月23日  | reboot 〜あきらめない詩〜(reboot 〜不放棄的歌〜)/流れ星(流星)               |
| 5th  | 2010年9月29日  | 只想告訴你                                                                  |
| 6th  | 2011年7月27日  | どんな未来にも愛はある(不論未來如何都有愛)/Touch                            |
| 7th  | 2011年9月7日   | 証                                                                          |
| 8th  | 2011年12月7日  | Present                                                                     |
| 9th  | 2012年7月4日   | Because... I am                                                             |
| 10th | 2012年11月7日  | Answer                                                                      |
| 11th | 2013年7月3日   | 大切なものは君以外に見当たらなくて(無可取代的妳)/微熱Refrain                |
| 12th | 2013年10月2日  | Belief ～給等待春天的你～                                                   |
| 13th | 2015年5月13日  | FOUR ROOMS                                                                  |
| 14th | 2015年8月5日   | 夏よ止めないで ～You’re Romantic～(夏天啊別中止這份心情～You’re Romantic～) |
| 15th | 2016年2月10日  | 夜は眠れるかい？(夜晚能安然入眠嗎？)                                        |
| 16th | 2016年11月2日  | FREE YOUR MIND                                                              |
| 17th | 2017年3月15日  | Last Call                                                                   |
| 18th | 2017年12月26日 | とうとい(寶貴的)                                                            |
| 19th | 2019年5月22日  | HELP                                                                        |
| 20th | 2020年2月26日  | 素晴らしき嘘(精彩的謊言)                                                    |
| 21st | 2021年5月26日  | Distance                                                                    |

### 數位配信
| 枚   | 發售日         | 名稱                                                       |
| ---- | -------------- | ---------------------------------------------------------- |
| 1st  | 2008年10月1日  | 花になれ（幻化成花）                                       |
| 2nd  | 2008年11月5日  | Over the rain 〜ひかりの橋〜（Over the rain ～光芒之橋～） |
| 3rd  | 2009年10月14日 | フレイム （frame）                                         |
| 4th  | 2009年11月18日 | つめていたい（只想凝視著你）                               |
| 5th  | 2020年1月8日   | ネバーマインド（Never Mind） 素晴らしき嘘（精彩的謊言）    |
| 6th  | 2020年4月2日   | ちいさな日々（平凡的日子）                                 |
| 7th  | 2020年4月22日  | NEW DAY DREAMER                                            |
| 8th  | 2020年12月26日 | 大丈夫（沒問題）                                           |
| 9th  | 2021年4月2日   | フリーズ（Freeze）                                         |
| 10th | 2021年5月21日  | ディスタンス（Distance）                                   |
| 11th | 2021年10月1日  | その次に                                                   |
| 12th | 2023年5月23日  | Magic                                                      |
| 13th | 2023年7月12日  | ヒアソビ                                                   |
| 14th | 2023年10月5日  | 泣いていいんだ                                             |
| 15th | 2024年4月3日   | 君に恋したあの日から（從愛上你的那天起）                   |
| 16th | 2024年6月5日   | いきづく feat. Nao Matsushita（松下奈緒）                  |
| 17th | 2024年7月3日   | SUMMER LION                                                |

### 專輯

#### 大碟
| 張    | 名稱                    | 唱片公司                    | 發售日         |
| ----- | ----------------------- | --------------------------- | -------------- |
| 1st   | What's flumpool!?       | Amuse（日本）               | 2009年12月23日 |
| 2nd   | Fantasia of Life Stripe | Amuse（日本）               | 2011年1月26日  |
| 3rd   | experience              | Amuse 相信音樂（日本 臺灣） | 2012年12月12日 |
| 3rd-2 | experience(2CD)         | Amuse 相信音樂（日本 臺灣） | 2013年3月2日   |
| 4th   | EGG                     | Amuse 相信音樂（日本 臺灣） | 2016年3月16日  |
| 5th   | Real                    | Amuse 相信音樂（日本 臺灣） | 2020年5月20日  |
| 6th   | A Spring Breath         | A-Sketch（日本）            | 2022年3月16日  |
| 7th   | Shape the water         | A-Sketch（日本）            | 2025年3月5日   |

#### 精選輯
| 張  | 發售日        | 名稱                                                         |
| --- | ------------- | ------------------------------------------------------------ |
| 1st | 2014年5月21日 | The Best 2008-2014 「MONUMENT」                              |
| 2st | 2023年10月9日 | The Best flumpool 2.0〜Blue［2008-2011］& Red［2019-2023］〜 |

#### 迷你專輯
| 張  | 發售日         | 名稱   |
| --- | -------------- | ------ |
| 1st | 2008年11月19日 | Unreal |

#### 地下时期
| 張  | 發售日                                  | 名稱       |
| --- | --------------------------------------- | ---------- |
| 1st | 2007年7月24日 2008年6月25日（通路限定） | Miraikanai |
| 2nd | 2008年8月27日                           | labo       |

### DVD
1. 『How did we feel then?』 〜flumpool Tour 2009 "Unreal" Live at Shibuya Club Quattro〜（2009年7月1日發售）
2. 2nd LIVE DVD flumpool tour 2009「Unclose」Special !! LIVE at 日本武道館（2010年2月24日發售）
3. flumpool Live at YOKOHAMA ARENA!!Special Live 2010「Snowy Nights Serenade～心までも繋ぎたい～」（2011年4月6日發售）
4. Live DVD『flumpool Special Live 2011「Present ～ありがとう祭り！今宵は歌おう！踊り尽くそう！～」 at さいたまスーパーアリーナ』（2012年4月1日 5th tour 2012「Because... I am」会場&ASMART限定發售）
5. flumpool Special Live 2013“experience”at YOKOHAMA ARENA」（2013年4月24日發售）
6. flumpool 5th Anniversary Special Live「For our 1,826 days & your 43,824 hours」at Nippon Budokan（2013年12月25日發售）
7. flumpool 5th Anniversary tour 2014「MOMENT」LIVE 2DVD（2014年12月24日相信音樂發行發售）
8. flumpool真夏の野外★LIVE　2015「FOR　ROOTS」～オオサカ・フィールズ・フォーエバー～at　OSAKA　OIZUMI　RYOKUCHI (2015年11月18日發售)
9. flumpool 8th tour 2017 Beginning Special「Re:image」at NIPPON BUDOKAN Blu-ray/DVD (2018年6月27日 「INTERROBANG」会員限定受注生産)
10. flumpool「FOR ROOTS」～半Real～Blu-ray/DVD (2020年12月3日Live會場&ASMART限定發售)

### CD 合辑
- ORGEL Recollect selection J-POP SUPER BEST 8（2009年4月29日，DDCR-8015）

### 其他配信
- 2009年12月24日、『春风』『HELLO』『388859』三曲配信开始。

## Live／Event／电视／广播
注：这里包含全部相关活动。Live/Event和电视会有一定程度的交叉。区分原则是：电视台／电视节目主催的、且有直播或录播的Live归入电视节目类别。

### 地下期间
- 广播节目

2006年8月21日 『MITSUのNEW Message』(番組第51回目)
- Live演出

2007年2月26日  大阪心齋橋QUATTRO Live

### 2008
- 电视节目
  - 9月5日、参加富士电视台的『电视惊闻』特集制作、首次在电视媒体亮相。
  - 9月25日、参加「MUSIC UPDATE」演出。
  - 10月17日、首次参加「MUSIC STATION」节目制作、演出歌曲「花になれ」、反响热烈。
  - 11月21日、第二次参加「MUSIC STATION」节目、演唱热门电视剧主题曲「Over the rain~ひかりの桥~」
  - 12月26日、参加「MUSIC STATION」SUPER LIVE。
  - 12月31日、TBS系「CDTV跨年演唱会2008-2009」12/31、23：40—1/1、5：00现场直播
- 广播节目
  - 11月7日、广播节目「FLOWのキャプテン26!」。
  - 11月17日、参加FM.802「ROCK KIDS」节目。
  - 11月18日、HFM节目「冨永晃道のVibe ON!MUSIC」参加。
- Live演出
  - 10月26日、在原宿参加由KDDI制作的出道后的首次FREE LIVE『PAINT IT MUSIC-毎日新音楽。LISMO Reccomend flumpool LIVE @ KDDI Designing studio』。
  - 11月19日、20th J-WAVE TOKYO REAL-EYES"LIVE SUPERNOVA"vol.37
  - 11月27日、HEAVEN’S ROCK Utsunomiya活动
  - 12月1日、「WHAT's IN? Presents 20th ANNIVERSARY LIVE!」- JCB HALL(东京、水道桥)
  - 12月3日、渋谷「TARGET SHOOTER 01」公演
  - 12月28日、澁谷 O-EAST「全力投球！'08冬」
  - 12月30日、LIVE DI:GA JUDGEMENT 2008 UDAGAWA- 渋谷 CLUB QUATTRO

### 2009
- 电视节目
  - 2月4日、musico [CM]披露
  - 2月10日、(火)「Music Lovers」日本テレビ系。
  - 2月21日、「星に愿いを」详细内容及特典披露、TV バラエティ 音楽 ミュージャック MU-JACK
  - 2月27日、WHAT'S IN [CM]披露、music station三度目，演出[星に愿いを]
  - 3月1日、KDDI presents [MUSIC LOVER]参演
  - 3月10日、[WOWOW]Japan Golden Disc Award 2009-the best 10 new artist受赏
  - 4月12日、上海卫视ICS-[音乐物语]登场。初次登陆中国电视。
- 广播节目
  - 1月29日、(木)T-FM「SCHOOL OF LOCK」2度目
  - 2月3日、NHK-FM「ミュ·ジック·スクエア」出演
- Live演出
  - 1月24日、「au by KDDI」presents オンタマカーニバル- 橫濱體育館
  - 2月15日、(日)オンタマカーニバル09
  - 2月19日至03月7日期间、在全国6个地方举行7场公演、进行首次全国巡回演唱会。
  - 3月14日、SPACE SHOWER 20周年LIVE@武道馆。初次武道馆达成。
  - 3月23日、MUSIC Lovers Dream Live出演
  - 3月26日、(木)J-WAVE主催TOKYO REAL-EYES LIVE SUPERNOVA AXDX-SHIBUYA-AX
  - 5月2日、(土)GOLDEN CODE '09イベント大阪出演，首次压轴主演。
  - 5月27日、(水)「ROOKIES Fes - 卒业前夜祭 -」特别ゲスト出演
  - 7月8日—09月5日、2nd tour 2009『UNCLOSE』全国18会场19公演

## 广播节目
- SPEAK OUT!（J-WAVE『REAL-EYES|TOKYO REAL-EYES』中的一个短节目、2009年1月2日－2009年3月29日）
- SCHOOL OF LOCK!（2009年10月7日－2015年9月30日）
- 「flumpool 秘密の部屋」(ＡＢＣラジオ 2015年4月4日-）

## 巡回演唱会

### Unreal (LIVE HOUSE TOUR)
- 2月19日(木)仙台CLUB JUNK BOX　OPEN18:30/START19:00
- 2月24日(火)廣岛ナミキジャンクション OPEN18:30/START19:00
- 2月26日(木)福冈 DRUM Be-1 OPEN18:30/START19:00
- 3月1日(日)名古屋 CLUB QUATTRO OPEN17:00/START18:00
- 3月3日(火)心齋桥CLUB QUATTRO OPEN18:00/START19:00
- 3月6日(金)渋谷 CLUB QUATTRO OPEN18:00/START19:00
- 3月7日(土)渋谷 CLUB QUATTRO OPEN17:00/START18:00

### Unclose (HALL TOUR)
- 7/8(水)/09(木)渋谷C.C.Lemonホール　OPEN17:45/START18:30
- 7/16(木)秋田市文化会馆　OPEN18:00/START18:30
- 7/18(土)仙台イズミティ21　OPEN17:30/START18:00
- 7/21(火)札幌市民ホール　OPEN18:00/START18:30
- 7/25(土)鹿兒岛市民文化ホール第二　OPEN17:30/START18:00
- 7/27(月)福冈市民会馆　OPEN18:00/START18:30
- 7/28(火)廣岛アステールプラザ大ホール　OPEN18:00/START18:30
- 8/5(水)金沢市文化ホール　OPEN18:00/START18:30
- 8/6(木)新潟縣民会馆　OPEN18:00/START18:30
- 8/9(日)京都会馆第一ホール OPEN17:30/START18:00
- 8/12(水)松山市總合コミュニティセンター·キャメリアホール　OPEN18:00/START18:30
- 8/15(土)サンポートホール高松·大ホール　OPEN17:30/START18:00
- 8/17(月)仓敷市芸文馆 OPEN18:00/START18:30
- 8/21(金)爱知縣勤勞会馆 OPEN18:30/START19:00
- 8/23(日)静冈市民文化会馆 OPEN17:30/START18:00
- 8/27(木)大阪厚生年金会馆大ホール　OPEN17:45/START18:30
- 8/30(日)神奈川縣民ホールOPEN17:15/START18:00
- 9/5(土)冲繩市民会馆 大ホール　OPEN17:00/START18:00

### What's flumpool!? ～Love＆Piiiiss Kids Show!!～ (HALL TOUR)
- 3/5 (金)　埼玉 三郷市文化会馆
- 3/7 (日)　静冈 静冈市民文化会馆
- 3/11(木)　千叶 市川市文化会馆
- 3/12(金)　神奈川 グリーンホール相模大野
- 3/17(水)　神奈川 よこすか芸术剧场
- 3/20(土)　山口 周南市文化会馆
- 3/22(月)　徳岛 鸣门市文化会馆
- 3/23(火)　高知 高知縣立縣民文化ホール
- 3/26(金)　长崎 长崎ブリックホール
- 3/28(日)　岛根 岛根縣民会馆
- 3/30(火)　冈山 仓敷市民会馆
- 4/1 (木)　石川 本多の森ホール(石川厚生年金会馆)
- 4/2 (金)　新潟 新潟縣民会馆
- 4/4 (日)　长野 まつもと市民芸术馆
- 4/6 (火)　富山 富山オーバード・ホール
- 4/9 (金)　福岛 郡山市民文化センター
- 4/11(日)　山形 山形縣縣民会馆
- 4/14(水)　秋田 秋田縣民会馆
- 4/15(木)　青森 青森市文化会馆
- 4/17(土)　宫城 仙台サンプラザホール
- 4/18(日)　宫城 仙台サンプラザホール
- 4/21(水)　北海道 北海道厚生年金会馆
- 4/23(金)　北海道 函馆市民会馆
- 4/26(月)　岐阜 长良川国际会议场
- 4/27(火)　三重 三重縣文化会馆
- 4/29(木)　东京 渋谷C.C.Lemonホール
- 5/1 (土)　爱知 爱知縣芸术剧场
- 5/2 (日)　爱知 爱知縣芸术剧场
- 5/4 (火)　廣岛 ALSOKホール
- 5/5 (水)　廣岛 ALSOKホール
- 5/8 (土)　东京 渋谷C.C.Lemonホール
- 5/9 (日)　东京 渋谷C.C.Lemonホール
- 5/11(火)　香川 アルファあなぶきホール(香川縣縣民ホール)
- 5/13(木)　爱媛 松山市民会馆
- 5/15(土)　大分 iichikoグランシアタ
- 5/16(日)　宫崎 宫崎市民文化ホール
- 5/18(火)　大阪 大阪国际会议场メインホール
- 5/19(水)　大阪 大阪国际会议场メインホール
- 5/22(土)　滋贺 滋贺縣立芸术剧场 びわ湖ホール
- 5/23(日)　奈良 なら100年会馆
- 5/25(火)　福冈 福冈サンパレスホテル＆ホール
- 5/27(木)　鹿兒岛 鹿兒岛市民文化ホール第一
- 5/28(金)　佐贺 佐贺市文化会馆
- 5/31(月)　埼玉 大宫ソニックシティ
- 6/1 (火)　兵库 神戶国际会馆こくさいホール
- 6/5 (土)　冲繩 那覇市民会馆大ホール

### flumpool Special Live 2010「Snowy Nights Serenade ～想與你們心連心～」
- 12/18(土)・19(日)　大阪城ホール
- 12/25(土)・26(日)　横浜アリーナ

### 2011「Fantasia of Life Stripe ～我在這裡～」 (HALL TOUR)
- 4/9(土)、4/10(日) 福冈 福冈サンパレスホテル＆ホール
- 4/12(火)、4/13(水) 大阪 大阪国际会议场メインホール
- 4/16(土)、4/17(日) サンポートホール高松·大ホール
- 4/23(土)、4/24(日) 廣島市文化交流会館
- 4/30(土)、5/1(日) 新潟縣民会館
- 5/4(水) ニトリ文化ホール
- 5/14(土)、5/15(日) 名古屋国際会議場
- 6/4(土)、6/5(日) 神奈川縣民ホール
- 8/18(木)、8/19(金) 東京国際フォーラム

### flumpool 15th Anniversary「 ROOF PLAN 」〜Sweet Christmas Session〜with Yuji Sugimoto & Shohei Yoshida
- 12月8日(金)9日(土)　ビルボードライブ横浜
- 12月15日(金)16日(土)　ビルボードライブ東京
- 12月22日(金)23日(土)　ビルボードライブ大阪

### flumpool Zepp Tour 2025
- 2025年5月11日（日）Zepp Nagoya
- 2025年5月16日（金）Zepp Namba
- 2025年5月17日（土）Zepp Namba
- 2025年5月25日（日）Zepp Fukuoka
- 2025年5月30日（金）Zepp Diver City
- 2025年5月31日（土）Zepp Diver City

## 書籍
- MUSICA 2010年2月号增刊「flumpool virginal year」(2009年12月19日發售)出版社：FACT

## 奖項與榮譽

### 获奖
- 23rd THE JAPAN GOLD DISC AWARD The best 10 new artists 年度十佳新人 [6]

### 榮譽
- “Unreal”白金碟认定。[14]

## 资料来源
1. ↑  . www.flumpool.jp.   [2024-05-14]. （原始内容存档于2024-05-14）.
2. ↑  . www.facebook.com.   [2024-05-14].
3. ↑  . www.facebook.com.   [2024-05-14].
4. ↑  隆太-凡人譜 flumpool正式成立屬於自己的新公司(2021.7.1)
5. ↑  目前amazon等网站依然有贩卖这张合辑。http://www.amazon.co.jp/gp/product/B000ECY2H6
6. 1 2  The Gold Disk http://www.golddisc.jp/award/23/index.html （页面存档备份，存于）
7. ↑  MYNAVI就活应援委员会 .   [2009-05-10]. （原始内容存档于2009-05-03）.
8. ↑   (新闻稿). msn.   [2013-03-02] （日语）.[永久]
9. ↑  . www.flumpool.jp.   [2017-12-06]. （原始内容存档于2017-12-06）.
10. ↑  . Yahoo!知恵袋.   [2009-05-08]. （原始内容存档于2014-05-06）.
11. ↑  . 2018-01-11 –Wikipedia.
12. ↑  . 2018-04-03 –Wikipedia.
13. ↑  节目表 .   [2009-05-10]. （原始内容存档于2009-03-10）.
14. ↑  The Gold Disk http://www.golddisc.jp/monthly/2008_12/j_album.html （页面存档备份，存于）